# Rio Panaúba
Rio Panaúba är ett vattendrag i Brasilien.   Det ligger i delstaten Pará, i den nordöstra delen av landet, 1 600 km norr om huvudstaden Brasília.
I omgivningarna runt Rio Panaúba växer i huvudsak städsegrön lövskog. Runt Rio Panaúba är det mycket glesbefolkat, med 3 invånare per kvadratkilometer.